# Pierre-Joseph Tiolier
Pierre-Joseph Tiolier, né à Londres le 15 mars 1763 et mort à Bourbonne-les-Bains le 27 juin 1819, est un graveur en monnaies français, 15e graveur général des monnaies.

## Biographie
Originaire d'un famille auvergnate, Pierre-Joseph Tiolier fut formé par Benjamin Duvivier, qui était un parent de son épouse et le 13e graveur général des monnaies.
Il était contrôleur au monnayage de la Monnaie de Paris depuis le 14 décembre 1795 lorsqu'il fut nommé graveur général des monnaies, à la suite d'une visite faite à l'hôtel de ladite Monnaie, en mars 1803, par le Premier Consul en remplacement d'Augustin Dupré.
En 1816, il démissionne au profit de son fils Nicolas-Pierre Tiolier.

## Œuvres notoires
- 5 Francs Bonaparte Premier Consul (An XI et XII), avec Nicolas-Guy-Antoine Brenet
- 5 Francs Napoléon Empereur Empire français (1809-1815)
- 5 Francs Louis XVIII (1814-1815)
- Gravure en médaille de James Smithson, 1817

## Galerie

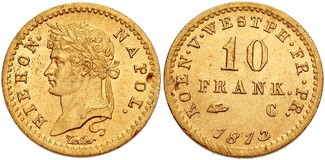
10 franken or 1813 Jérôme Bonaparte roi de Westphalie
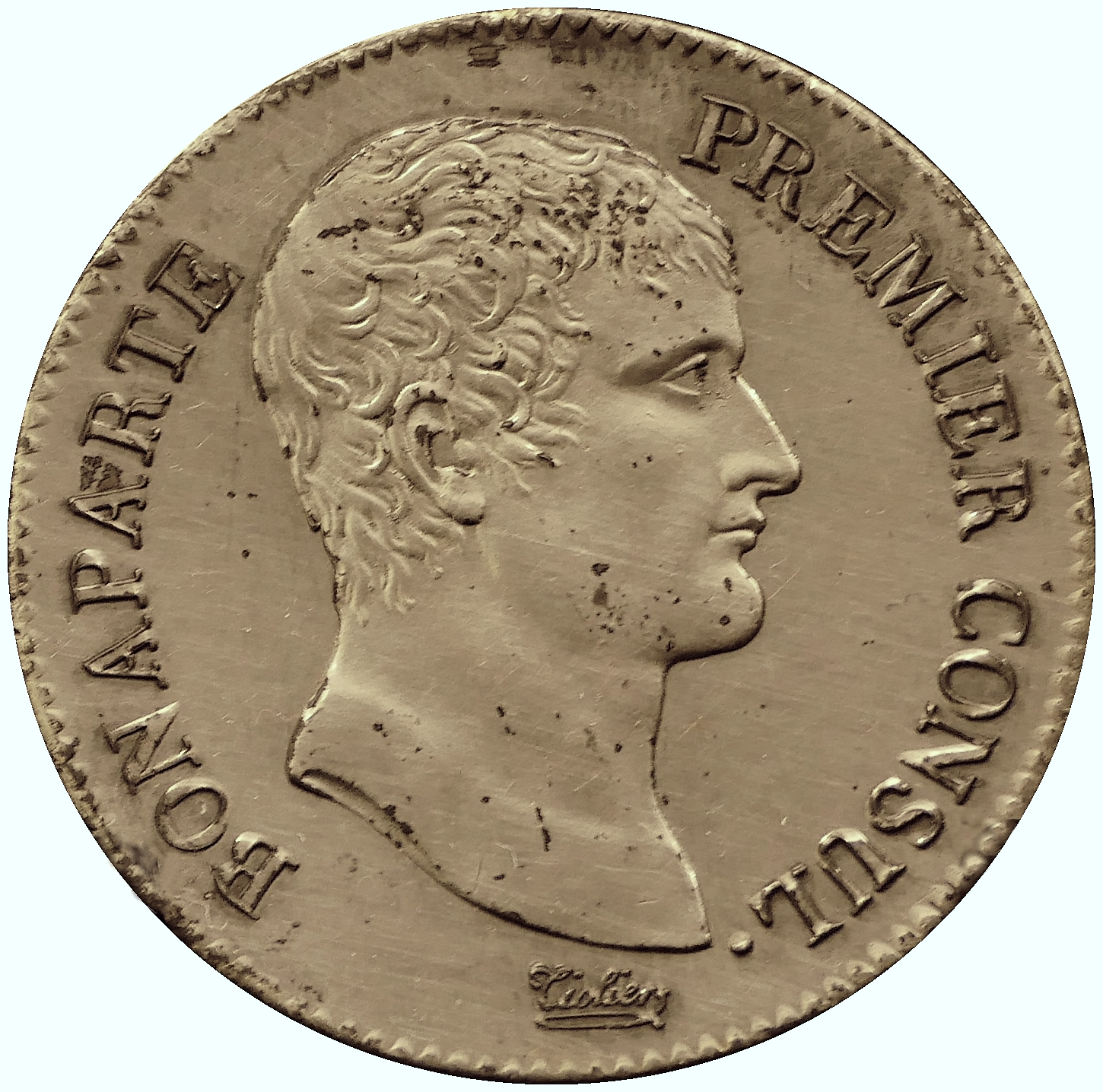
Écu de 5 francs l'an XI, Paris.
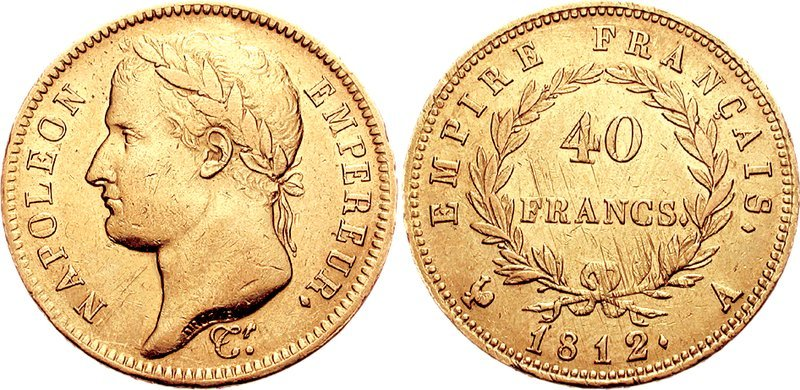
40 francs or Empire français 1812